# THE REVOLUTION
「THE REVOLUTION」（ザ レヴォリューション）は、EXILE TRIBEの3枚目のシングル。2014年8月20日にrhythm zoneから発売。

## 概要
本作は、EXILE、三代目J Soul Brothers、GENERATIONSのコラボレーション。3つのグループ総勢26名が参加しているが、EXILEのATSUSHIのみ不参加。ボーカルはEXILEからTAKAHIRO、NESMITH、SHOKICHI、三代目J Soul Brothersから今市隆二、登坂広臣、GENERATIONSから片寄涼太、数原龍友の7人が担当。

## ミュージックビデオ
表題曲「THE REVOLUTION」のミュージックビデオは、2014年7月23日にリリースされたEXILE「NEW HORIZON」のミュージックビデオに続く物語となっており、「NEW HORIZON」のミュージックビデオのラストに現れる虹の橋から、「THE REVOLUTION」ミュージックビデオの物語がスタートする。 テーマは“新たなエンターテインメントへの革命”。

## チャート成績
初週32.2万枚を売り上げ、2014年9月1日付のオリコン週間シングルランキングで初登場首位を獲得。前作『BURNING UP』に続き2作連続の首位獲得となった。

## 収録曲

### CD
1. THE REVOLUTION
Vocal：TAKAHIRO, NESMITH, SHOKICHI, 今市隆二, 登坂広臣, 片寄涼太, 数原龍友
作詞：michico / 作曲：T.Kura, michico
  - 久光製薬「エアーサロンパス ジェットα」CMソング
2. I Wish For You (EXILE TRIBE New Arrange Cover Version)
Vocal：TAKAHIRO, NESMITH, SHOKICHI, 今市隆二, 登坂広臣
作詞：michico / 作曲：T.Kura, michico / 編曲：T.Kura
3. THE REVOLUTION (Instrumental)
4. I Wish For You (Instrumental)

### DVD
1. THE REVOLUTION (Music Video)